# Fundação Hirschfeld-Eddy
A Fundação Hirschfeld-Eddy (ou Hirschfeld-Eddy-Stiftung, em alemão) foi fundada em Berlim, Alemanha, em junho de 2007. 
Hirschfeld-Eddy é uma organização que luta pelos Direitos Humanos de pessoas que se identificam como lésbicas, homossexuais, bissexuaiss e/ou Transgêneros (LGBT).